# Bałanówka

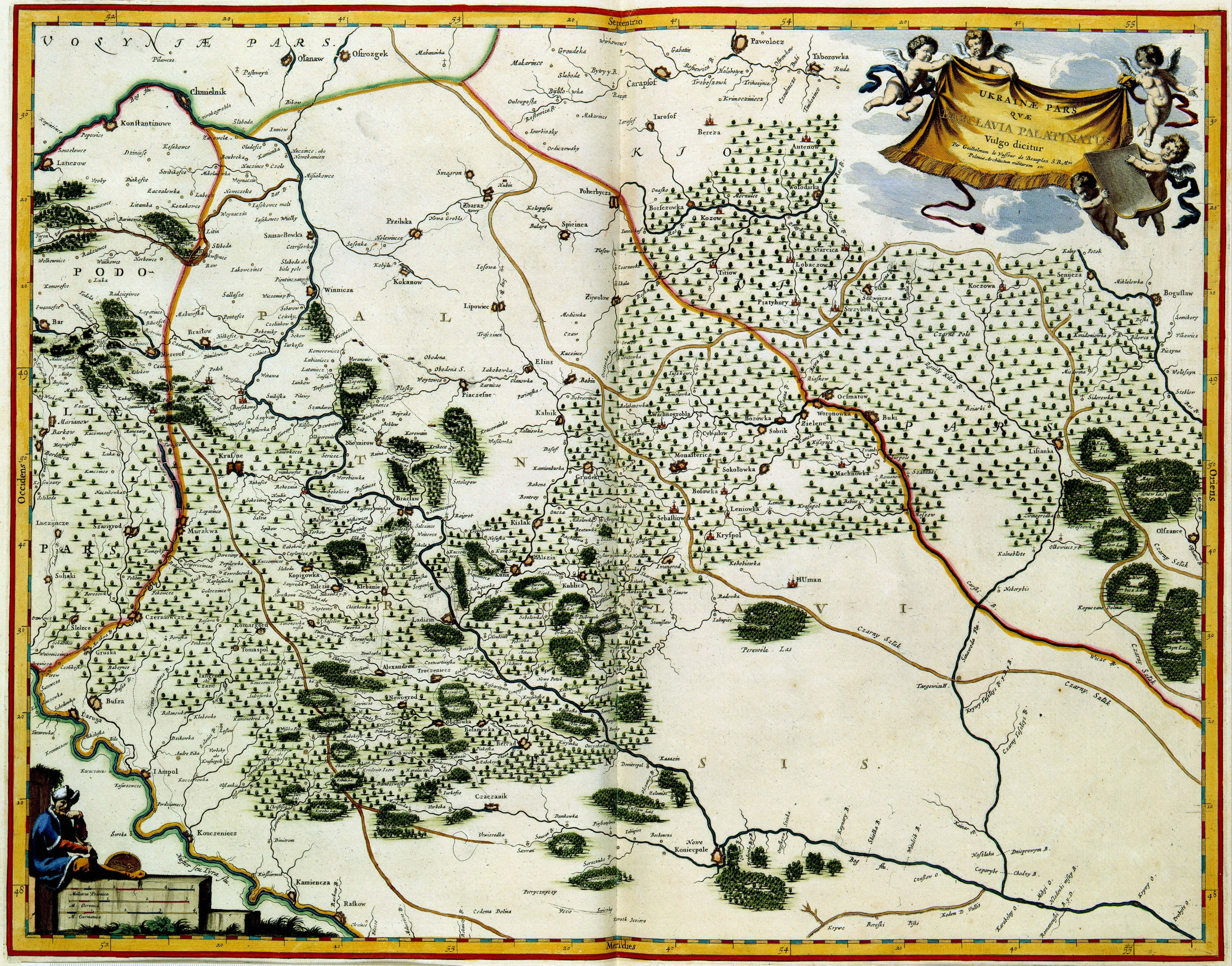
Mapa województwa bracławskiego z 1648 r. Miejscowość w południowej części mapy

Bałanówka (ukr. Баланівка) – wieś na Ukrainie w rejonie berszadzkim, obwodu winnickiego, na Podolu
Prywatne miasto szlacheckie, położone w województwie bracławskim, w 1627 roku należało do kasztelana krakowskiego Jerzego Zbaraskiego. Utracone w II rozbiorze Polski.
Miejscowość zamieszkiwana już w starożytności i wczesnym średniowieczu.

## Zabytki
- młyn wodny, sięgający XVII w.
- strażnica, sięgająca XVII w.
- pałac rozebrany w 1860 r. z powodu zarysowań na murach. Z pałacowej cegły wybudowano cerkiew[2].
- pozostałości osady przedscytyjskiej z VIII-VII w. p.n.e.
- pozostałości osady kultury czerniachowskiej z II-IV w.
- pozostałości osady wczesnosłowiańskiej z VI-VII w.